# هايوكي ساكاي
هايوكي ساكاي (باليابانية: 坂井秀至؛ بالكانا: さかい ひでゆき) هو لاعب غو محترف ‏ وطبيب ياباني، ولد في 23 أبريل 1973 في هيوغو في اليابان.